# St. Petri (Osterbruch)

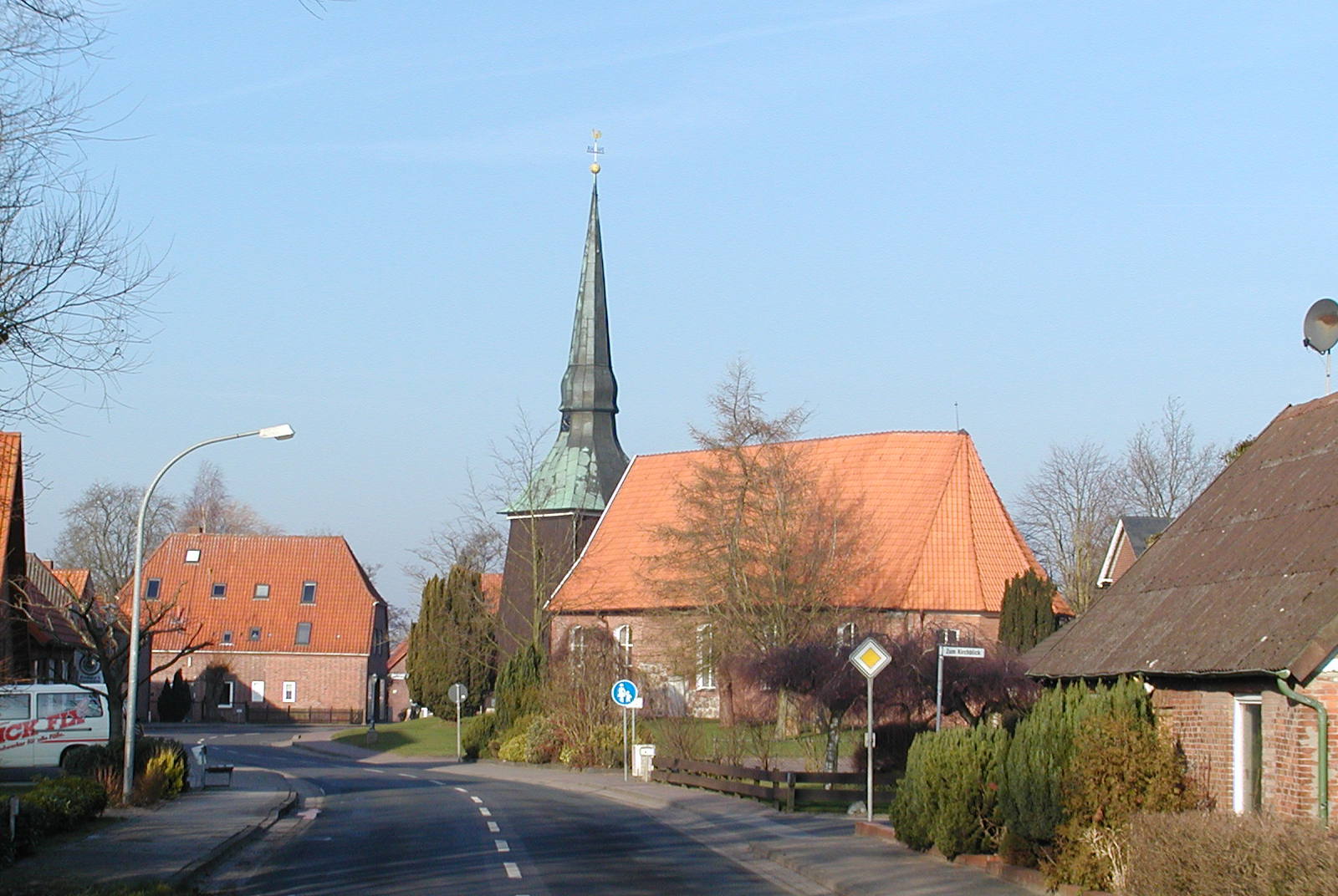
St. Petri

Die evangelisch-lutherische  Kirche St. Petri steht in Osterbruch, einer Gemeinde im Landkreis Cuxhaven von Niedersachsen. Die Kirchengemeinde gehört zum Kirchenkreis Cuxhaven-Hadeln im Sprengel Stade der Evangelisch-lutherischen Landeskirche Hannovers.
Das Gebäude steht unter Denkmalschutz (siehe auch Liste der Baudenkmale in Osterbruch).

## Geschichte und Beschreibung
Erstmals urkundlich erwähnt wurde Osterbruch 1207, als die Kirche von Erzbischof Hartwig II. von Bremen dem Domkapitel Bremen geschenkt wurde. Diese Kirche ist St. Petrus geweiht.
Kirche: Die im Kern romanische Saalkirche mit  Satteldach wurde um 1200 zunächst aus Feldsteinen gebaut. Die Wände mussten überwiegend mit Backsteinen erneuert werden (u. a. Ende des 19. Jh.). Der leicht eingezogene Chor hatte ursprünglich eine halbrunde Apsis, die im 14. Jahrhundert durch einen  polygonalen fünfseitigen Abschluss ersetzt wurde. Die Strebepfeiler an der Südseite wurden im 18. und 19. Jh. hinzugefügt. Auf der Nordseite ist ein Wandstück mit vermauertem Bogenfenster erhalten. Das Rundbogenportale im Norden und Süden ist verändert worden und die Fenster Mitte 19. Jh. zu Segmentbogenfenstern vergrößert.
Turm: Unmittelbar vor der Westwand steht der hölzerne Glockenturm von 1648 mit Knickhelm und geschweiften Eckgraten von 1701 ursprünglich in gemusterter Holzschindeldeckung, heute in Kupferdeckung. In ihm hängt eine Kirchenglocke, die 1576 gegossen wurde. 
Innen: Das Langhaus ist mit einer Holzbalkendecke überspannt, 1668 mit geschnitzten Brettern vernagelt und mit biblischen Szenen 1697 durch Andreas Mithobio bemalt. Die Flachdecke im Chor aus dem 4. Viertel des 17. Jahrhunderts durch Johan Branck 1674 bemalt. Kehlbalkendachwerk stammt aus 17. Jh. 
Ausstattung: Altarretabel von 1618 wohl von Gebhard Titge mit Kniebänken von 1613. Über einer dreiteiligen Predella mit Inschriften befindet sich das ebenfalls dreiteilig angelegte durch Säulen gegliederte Hauptgeschoss. In der Mitte ist das Abendmahl, links das Lamm Gottes und rechts eine Kreuzigungsgruppe dargestellt. Die Kniebänke, datiert mit 1613, haben zu beiden Seiten der Wangen ausschwingende Hermen. Die Wangen der Kirchenbänke von 1653 sind mit Schnitzereien verziert. Die Kanzel wohl von M. Ringkmacher aus dem 1. Viertel des 17. Jahrhunderts ruht auf einer Figur des Petrus. Zwischen den Säulen des polygonalen Korbes stehen Figuren der 4 Evangelisten. Der Schalldeckel ist mit Engeln und Wappen dekoriert. Ein Doppelbildnis von Martin Luther und Philipp Melanchthon in einem gemeinsamen Rahmen stammt von 1597; es wurde 1817 erneuert. Das Bronzetaufbecken ist vom frühen 13. Jh.
Orgel: Auf der Westempore befindet sich ein Orgelprospekt von 1696, in den 1964 von der Orgelbauwerkstatt Führer eine Orgel mit 18 Registern, verteilt auf 2 Manuale und ein Pedal eingebaut wurde. 1994 hat diese Werkstatt sie auch restauriert.